# Héctor Asor Blasi
Héctor Asor Blasi (Villa Huidobro, 19 de mayo de 1917 - Junín, 24 de octubre de 1989) fue un político argentino peronista que ocupó el cargo de intendente del partido de Junín (provincia de Buenos Aires) en dos oportunidades, a fines de los años 40 y principios de los 50.
Egresó del Colegio Nacional de Junín como bachiller y luego se graduó de abogado en la Universidad Nacional de La Plata en 1941. Militante del Partido Peronista, fue la 25º persona en ocupar la jefatura de gobierno juninense, primero como comisionado en 1946 y luego como intendente en 1948. Durante su gestión se realizó la repavimentación y ensanche de las calles céntricas y se inauguró la Avenida San Martín. Junín también recibió importantes obras nacionales, como el Policlínico Ferroviario y el edificio de los colegios Normal y Nacional. Posteriormente sería electo diputado nacional en 1952. También se desempeñó como delegado regional del Ministerio de Trabajo y Previsión, en Junín. Durante su gestión se construyen las casas municipales de Alquiler turístico con casi 500 plazas, y el camping municipal.
Durante esta gestión se renuevan las principales arterias de Junín 
convirtiéndolas en Boulevard. Se realizan trabajos de paisajismo y la modernización del palacio Municipal y se prolonga desde el centro 50 cuadras el asfaltado de calles.